# Neohenricia
Neohenricia ist eine Pflanzengattung aus der Familie der Mittagsblumengewächse (Aizoaceae). Der botanische Name der Gattung ehrt die schweizerisch-südafrikanische Botanikerin und Physiologin Marguerite Gertrude Anna Henrici (1892–1971).

## Beschreibung
Die Pflanzen der Gattung Neohenricia wachsen rasenartig bis kriechend. Sie besitzen kurze Zweige und zahlreiche Adventivwurzeln. Die Epidermis der keulenförmigen bis dreieckigen, rötlich grünen, orange oder gräulich grünen Laubblätter ist deutlich warzig.
Die einzelnen Blüten tragen Hochblätter, die fast genauso groß sind wie die Laubblätter. Es sind fünf Kelchblätter vorhanden. Die Blüten mit einem Durchmesser von 15 bis 17 Millimeter öffnen sich nachts. Ihre Kronblätter sind weiß bis blass grün. Fadenförmige Staminodien sind nicht vorhanden. Die Staubfäden sind weiß bis gelb.
Die Kapselfrüchte sind an der Basis schalenförmig und an der Oberseite fast flach. Eine Fächerdecke und Klappenflügel fehlen.

## Systematik und Verbreitung
Die Gattung Neohenricia ist in Südafrika im Südwesten der Provinz Nordkap, im Süden der Provinz Freistaat und im Norden der Provinz Ostkap verbreitet. Die Pflanzen wachsen in Spalten oder flachen Becken auf Sandstein oder Dolerit. Die jährliche Niederschlagsmenge übersteigt 200 Millimeter. Der Niederschlag fällt zu unterschiedlichen Jahreszeiten.   
Die Erstbeschreibung wurde 1938 von Harriet Margaret Louisa Bolus veröffentlicht. Der Holotypus ist Neohenricia sibbettii. Nach Heidrun Hartmann  umfasst die Gattung Neohenricia. folgende Arten:
- Neohenricia sibbettii (L.Bolus) L.Bolus
- Neohenricia spiculata S.A.Hammer

## Nachweise